# West Finchley
West Finchley è una stazione della metropolitana di Londra, servita dalla diramazione di High Barnet della linea Northern.
La stazione è compresa nella Travelcard Zone 4.